# Щоденник покоївки (фільм, 1964)
«Щоденник покоївки» (фр. Le Journal d'une femme de chambre) — кримінальна драма франко-італійського виробництва, поставлена у 1964 році режисером Луїсом Бунюелем. Екранізація однойменного роману Октава Мірбо 1900 року.

## Синопсис
Парижанка Селестіна (Жанна Моро) їде за місто, до маєтку пари Монтей, щоб отримати місце покоївки. Нечисленне сімейство дивує новеньку своїм характером і поведінкою. У дому нового хазяїна усе дуже заплутано, проте, досвідченій покоївці вистачило пари днів, щоб розібратися у стосунках сім'ї Монтей. Селестіна звикає і до Монтеїв, і до маєтку, так само, як вони звикають до нової покоївки.

Старий Монтей (Мішель Пікколі) людина добра, м'яка, ввічлива, але з дивацтвами. Оскільки він найняв на роботу парижанку, то саме його дивацтва належало виконувати Селестіні, що для неї не склало особливих труднощів. Час від часу вона читала йому любовні книжки, переодягалася у стару пару жіночого взуття, які він трепетно зберігав у своїй шафі, зробивши з них сексуальний фетиш.

Донька старого Монтея, мадам Монтей, схиблена на акуратності та чистоті, а також дивних хімічних дослідах. Вона рахує кожен шматок цукру і придивляється до кожної дрібниці. Її чоловік — порожнє місце, нероба, що обожнює позалицятися за служницями.

У маєтку працює Жозеф (Жорж Жере), мовчазний, неотесаний селюк, який відповідає практично за усе на території маєтку: урожай винограду, вино, слюсарні і столярні роботи. Саме Жозеф говорить Селестіні, що зрозумів її душу, знає її як самого себе, і що вони внутрішньо дуже схожі. У Жозефа є дві справи його життя — мрія відкрити кафе у місті і його політичні переконання — він ненавидить однаково євреїв, комуністів та іноземців, вважаючи їх джерелом усіх бід у Франції.
Несподівано дві події приголомшують провінційних жителів: спочатку помирає старий Монтей — засинає уві сні, обійнявши дорогі серцю жіночі черевики. Цього ж дня загубилася дівчинка-сирота Клер, що жила поряд з маєтком. Селестіна, не чекаючи, коли її звільнить хазяйка, зібрала речі, попрощалася і пішла на перон чекати потягу. Тут же вона дізналася страшну новину про те, що спотворений труп дівчинки знайдено, що вона була по-звірячому зґвалтована. Селестіна, занурена в роздуми, повертається до будинку. З цієї миті Жозеф стає для неї пильним об'єктом спостереження. Тільки він знаходиться під її підозрою. Вона анітрохи його не боїться. Він правильно колись сказав, що вони схожі. Для того, щоб виманити його на одкровення, вона готова прикинутися закоханому, забратися до нього у ліжко, підкорятися, стати рабинею.

## У ролях
| Жанна Моро       | ···· | Селестіна    |
| Мішель Пікколі   | ···· | мосьє Монтей |
| Жорж Жере        | ···· | Жозеф        |
| Франсуаза Люгань | ···· | мадам Монтей |
| Данієль Івернель | ···· | капітан Може |
| Жильбер Женіа    | ···· | Роуз         |
| Бернар Мюссон    | ···· | пономар      |
| Домінік Сіваж    | ···· | Клер         |
| Жан Озенн        | ···· | мосьє Рабур  |
| Жан-Клод Карр'єр | ···· | кюре         |
| Мюні             | ···· | Маріанна     |

## Визнання
| Нагороди та номінації фільму «Щоденник покоївки» | Нагороди та номінації фільму «Щоденник покоївки»  | Нагороди та номінації фільму «Щоденник покоївки» | Нагороди та номінації фільму «Щоденник покоївки» | Нагороди та номінації фільму «Щоденник покоївки» | Нагороди та номінації фільму «Щоденник покоївки» |
| Рік                                              | Нагорода                                          | Категорія                                        | Номінант                                         | Результат                                        |                                                  |
| ------------------------------------------------ | ------------------------------------------------- | ------------------------------------------------ | ------------------------------------------------ | ------------------------------------------------ | ------------------------------------------------ |
| 1956                                             | Італійський національний синдикат кіножурналістів | Найкращий іноземний режисер                      | Луїс Бунюель                                     | Номінація                                        |                                                  |
| 1900                                             | Міжнародний кінофестиваль у Карлових Варах        | Найкраща акторка                                 | Жанна Моро                                       | Номінація                                        |                                                  |